# Cape Cod Cubs
Cape Cod Cubs byl profesionální americký klub ledního hokeje, který sídlil v South Yarmouthu ve státě Massachusetts. V letech 1973–1976 působil v profesionální soutěži North American Hockey League. Před vstupem do NAHL působil v Eastern Hockey League. Cubs ve své poslední sezóně v NAHL skončily v základní části. Klub byl během své existence farmami celků WHA. Jmenovitě se jedná o Cleveland Crusaders a New England Whalers. Své domácí zápasy odehrával v hale Cape Cod Coliseum s kapacitou 7 200 diváků. Klubové barvy byly zlatá a černá.

## Historické názvy
Zdroj: 
- 1972 – Cape Cod Cubs
- 1974 – Cape Codders

## Přehled ligové účasti
Zdroj: 
- 1972–1973: Eastern Hockey League (Centrální divize)
- 1973–1975: North American Hockey League
- 1975–1976: North American Hockey League (Východní divize)